# Lissopimpla erythropus
Lissopimpla erythropus är en stekelart som beskrevs av Townes, Townes och Gupta 1961. Lissopimpla erythropus ingår i släktet Lissopimpla och familjen brokparasitsteklar. Inga underarter finns listade i Catalogue of Life.